# Charlotte Reinhardt
Charlotte Reinhardt (Dortmund, 25 de noviembre de 1993) es una deportista alemana que compitió en remo.
Ganó una medalla de bronce en el Campeonato Mundial de Remo de 2016 y dos medallas en el Campeonato Europeo de Remo, en los años 2014 y 2017.

## Palmarés internacional
| Campeonato Mundial | Campeonato Mundial       | Campeonato Mundial | Campeonato Mundial |
| Año                | Lugar                    | Medalla            | Prueba             |
| ------------------ | ------------------------ | ------------------ | ------------------ |
| 2016               | Róterdam (Países Bajos)  | Medalla de bronce  | Cuatro sin timonel |
| Campeonato Europeo |                          |                    |                    |
| Año                | Lugar                    | Medalla            | Prueba             |
| 2014               | Belgrado (Serbia)        | Medalla de bronce  | Ocho con timonel   |
| 2017               | Račice (República Checa) | Medalla de oro     | Cuatro scull       |